# Paul Perroche
Paul Perroche est un homme politique français né le 3 août 1845 à Montigny-la-Resle (Yonne) et décédé le 7 août 1917 à Outines (Marne).
Docteur en droit en 1869, il entre dans la magistrature en 1871 comme substitut à Louhans, Mâcon et Dijon, puis comme procureur à Wassy, Beaune et Dijon, en 1880. Il démissionne en 1881 pour devenir avocat à Dijon. Il s'installe ensuite dans la Marne, où il devient maire d'Outines en 1890, puis conseiller général du canton de Saint-Rémy-en-Bouzemont en 1892. Il est député de la Marne de 1902 à 1910.

## Sources
- « Paul Perroche », dans le Dictionnaire des parlementaires français (1889-1940), sous la direction de Jean Jolly, PUF, 1960 [détail de l’édition]
- Alexandre Niess, L'Hérédité en politique. Les élus de la Marne et leurs familles (1871-1940), Presses du Septentrion, 2012.